# Geomys arenarius
Geomys arenarius is een zoogdier uit de familie van de goffers (Geomyidae). De wetenschappelijke naam van de soort werd voor het eerst geldig gepubliceerd door Merriam in 1895.

## Voorkomen
De soort komt voor in Mexico en de Verenigde Staten.